# Попович-Мавид, Миливойе
Миливойе Попович-Мавид (серб. Миливој Поповић Мавид; 12 сентября 1909, Шабац, Королевство Сербия — 5 июля 1994, Белград, Сербия, Югославия) — югославский и сербский актёр театра и кино.

## Биография
Обучался на юридическом факультете университета в Белграде. Во время немецкой оккупации в годы Второй мировой войны стал популярным актером. Амплуа — герой-любовник.
После окончания войны — актёр и педагог мастерства дикции.
Дебютировал в кино в 1953 году в роли артиллерийского капитана в военной драме Младомира 'Пуриша' Джорджевича «Дитя общины» (по Браниславу Нушичу).
С середины 1950-х годов снимался в итальянском кино. Под псевдонимом Мавид Попович в 1960-е годы снимался в фильмах кинематографистов ФРГ. В начале 1970-х годов вернулся в Югославию.
Последнюю роль исполнил в телефильме «Sabinjanke» (ТВ, 1982).
За время карьеры сыграл в более чем 40 кинофильмах.

## Избранная фильмография
- 1953 — Дитя общины / Opštinsko dete
- 1955 — В осаждённой крепости / Pesma sa Kumbare — Амбаше
- 1955 — Ханка / Hanka — капитан
- 1955 — Эшелон доктора М. / Ешалон доктора М. — Керим
- 1956 — Михаил Строгов / Michel Strogoff (Германия, Италия, Франция, Югославия) — эпизод
- 1957 — Маленький человек / Mali čovek
- 1958 — Буря / La Tempesta (Италия, Франция, Югославия) — эпизод
- 1958 — Ля Тур, берегись! / La Tour, prends garde! (Франция, Югославия, Италия) — офицер
- 1959 — Мститель (Дубровский) / Il vendicatore (Dubrowsky) (Италия, Югославия) — Боба
- 1959 — Хаджи-Мурат — Белый Дьявол / Agi Murad il diavolo bianco (Италия, Югославия) — Эльдар
- 1960 — Аустерлиц / Austerlitz (Франция, Италия, Югославия, Лихтенштейн) — офицер
- 1960 — Капитан Леши — поручик Имер
- 1960 — Любовь и мода / Ljubav i moda — пилот Мирко
- 1961 — Лето виновато во всём / Leto je krivo za sve
- 1961 — Не убий / Tu ne tueras point (Франция) — адвокат
- 1963 — Виннету / Winnetou — 1. Teil (ФРГ, Югославия) — Инчу-Чун
- 1964 — Виннету — вождь апачей / Shatterhand (ФРГ, Югославия, Италия, Франция) — Лата-Лангут (нет в титрах)
- 1965 — Нефтяной принц / Der Ölprinz (ФРГ, Югославия) — Мокаши
- 1965 — Пирамида бога Солнца /Die Pyramide des Sonnengottes (Франция,ФРГ,Италия,Югославия) — Чёрный Олень
- 1965 — Сокровища ацтеков / Der Schatz der Azteken (ФРГ, Италия, Франция, Югославия) — Чёрный Олень
- 1968 — Белые волки / Weisse Wölfe (ГДР, Югославия) — Быстрый Олень (в немецком и английском варианте — Маленький Волк) (озвучивание — Николай Граббе)
- 1969 — Мисс инкогнито / Mit mir nicht, Madam! (ГДР)
- 1969 — Фройлян Доктор / Fräulein Doktor (Италия)
- 1969 — Смертельная ошибка — эпизод
- 1970 — 12 стульев / The Twelve Chairs (США, Югославия) — (нет в титрах)

Похоронен на Новом кладбище в Белграде.